# Cartão Postal
Cartão Postal é um álbum de pagode, considerado o quinto do grupo brasileiro Exaltasamba, que foi lançado no formato CD em 1998 pela EMI-Odeon. O CD tem 15 faixas e é um dos discos mais vendidos do grupo. O álbum vendeu mais que um milhão de discos e recebeu disco de platina segundo a ABPD, a música "Me Apaixonei Pela Pessoa Errada" (composta por Cleber Bittencourt e Peter Correa) ganhou dois prêmios Crowley e foi uma das músicas mais tocadas em todas as rádios do Brasil em 1999. sendo que janeiro e fevereiro de 1999 a música "Me Apaixonei Pela Pessoa Errada" foi a mais tocada das rádios esta música foi um dos melhores clipes de pagode de MTV Video Music Brasil 1999

## Faixas
1. Cartão postal
2. Dono e refém
3. Loucura de amor
4. Me apaixonei pela pessoa errada
5. Carona do amor
6. Vem pra ficar comigo
7. Fogo selvagem
8. Todo seu
9. Jeitinho manhoso
10. Teu coração
11. Toda nua
12. Quanto tempo se perdeu
13. Din Din Din / O samba não pode parar
14. Ela entrou na dança
15. Moleque atrevido

## Músicos
- Chrigor: Voz e pandeiro
- Péricles: Voz e banjo
- Pinha: Repique de mão e vocal
- Marquinhos: Tantan e vocal
- Thell: Bateria e vocal
- Izaías Marcelo: Violão e vocal
- Brilhantina: Cavaquinho e vocal

Banda de apoio:
- Jota Moraes e Eduardo Neto: Teclados
- Duda Mendes e Camilo Mariano: Bateria
- Prateado: Baixo
- Paulão: Violão de 7 cordas
- Márcio Almeida, Mauro Diniz e Alceu Maia: Cavaquinho
- Arlindo Cruz: Banjo
- Gordinho: Surdo
- Fumaça: Pandeiro, tumbadora, timbal, djembe e shime
- Bira Hawai: Tumbadora, timbal e tamborim
- Layse Sapucahy e Leandro Sapucahy: Timbal
- Anselmo Malaquias: Sax-soprano e flauta
- Eduardo Moreno: Sax-alto e flauta
- Coro: Eliana, Eliete, Elianete, Elizete, Luiz Antonio, Adriana Dre, Moisés Costa, Ary Bispo, Márcio Paiva, Lourenço, Pinha, Péricles, Thell, Izaías Marcelo, Chrigor, Brilhantina e Marquinhos

## Vendas e certificações
| País          | Certificação | Vendas   |
| ------------- | ------------ | -------- |
| Brasil - ABPD | Platina      | 250,000+ |